# الیور شرودر
الیور شرودر (انگلیسی: Oliver Schröder؛ زادهٔ ۱۱ ژوئن ۱۹۸۰) بازیکن فوتبال اهل آلمان است.
از باشگاه‌هایی که در آن بازی کرده‌است می‌توان به باشگاه فوتبال کلن، باشگاه فوتبال بوخوم، باشگاه فوتبال هانزا روستوک، باشگاه فوتبال اس‌سی فورتونا کلن، باشگاه فوتبال هرتابرلین، و باشگاه فوتبال ارتسگبیرگ آئو اشاره کرد.